# ثتیس ۱۷

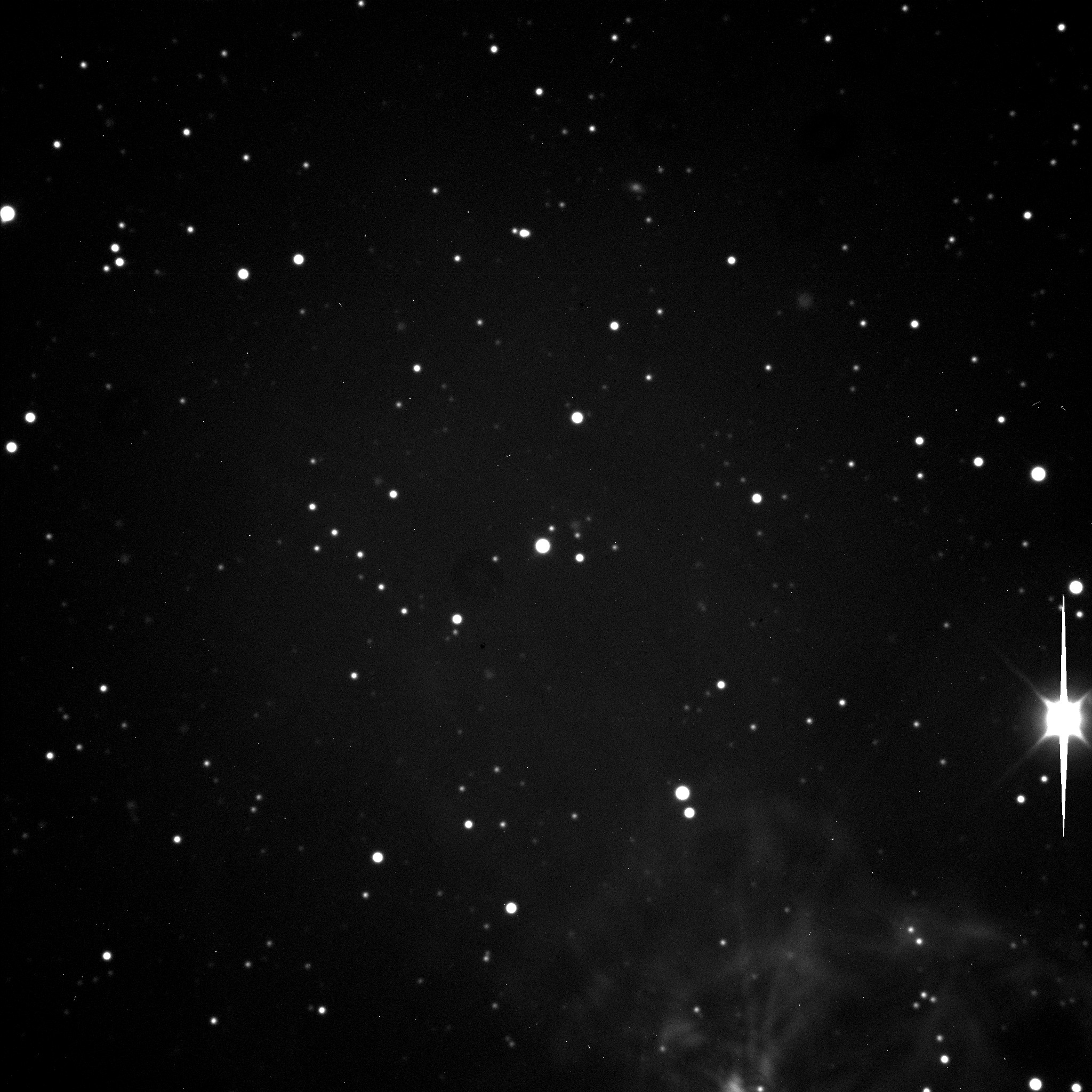
نمایی از محل قرارگیری سیارک ثتیس ۱۷ در منظومهٔ خورشیدی – ۲۰۰۹

سیارک ۱۷ (به انگلیسی: 17 Thetis) هفدهمین سیارک کشف شده‌است که در ۱۷ آوریل ۱۸۵۲ و در دوسلدورف کشف شد.
قدر مطلق سیارک برابر ۷٫۷۶ است.